# Rameau ibérique
Le rameau ibérique (Negro Ortoide) regroupe un ensemble de races bovines originaires de la péninsule Ibérique.

## Origine et histoire
Ce rameau est descendant de Bos taurus ibericus, descendant local de Bos primigenius. Lutz Heck a utilisé des gènes de ces races pour la reconstitution de l'aurochs. Il est vrai que leur ressemblance avec les peintures rupestres de bovins est frappante.  
Après la découverte de l'Amérique, elles ont été exportées dans les colonies espagnoles afin de nourrir les conquistadors et d'y pratiquer la tauromachie. 

## Caractères
Ce sont des animaux de taille moyenne et à squelette léger. Elles sont faites pour la marche sur de longues distances et la vie en troupeau à l'état presque sauvage. Le taureau veille sur son troupeau et a gardé son instinct de combattant pour le défendre. Ce caractère est développé dans la race brava, pour la corrida.
La dureté du terroir local a façonné des races très rustiques, résistantes à la chaleur, pouvant supporter une période de jeune estival et exploiter des fourrages grossiers et secs. Les vaches vèlent sans assistance et élèvent seules leur veau.

## Races apparentées

### Espagne

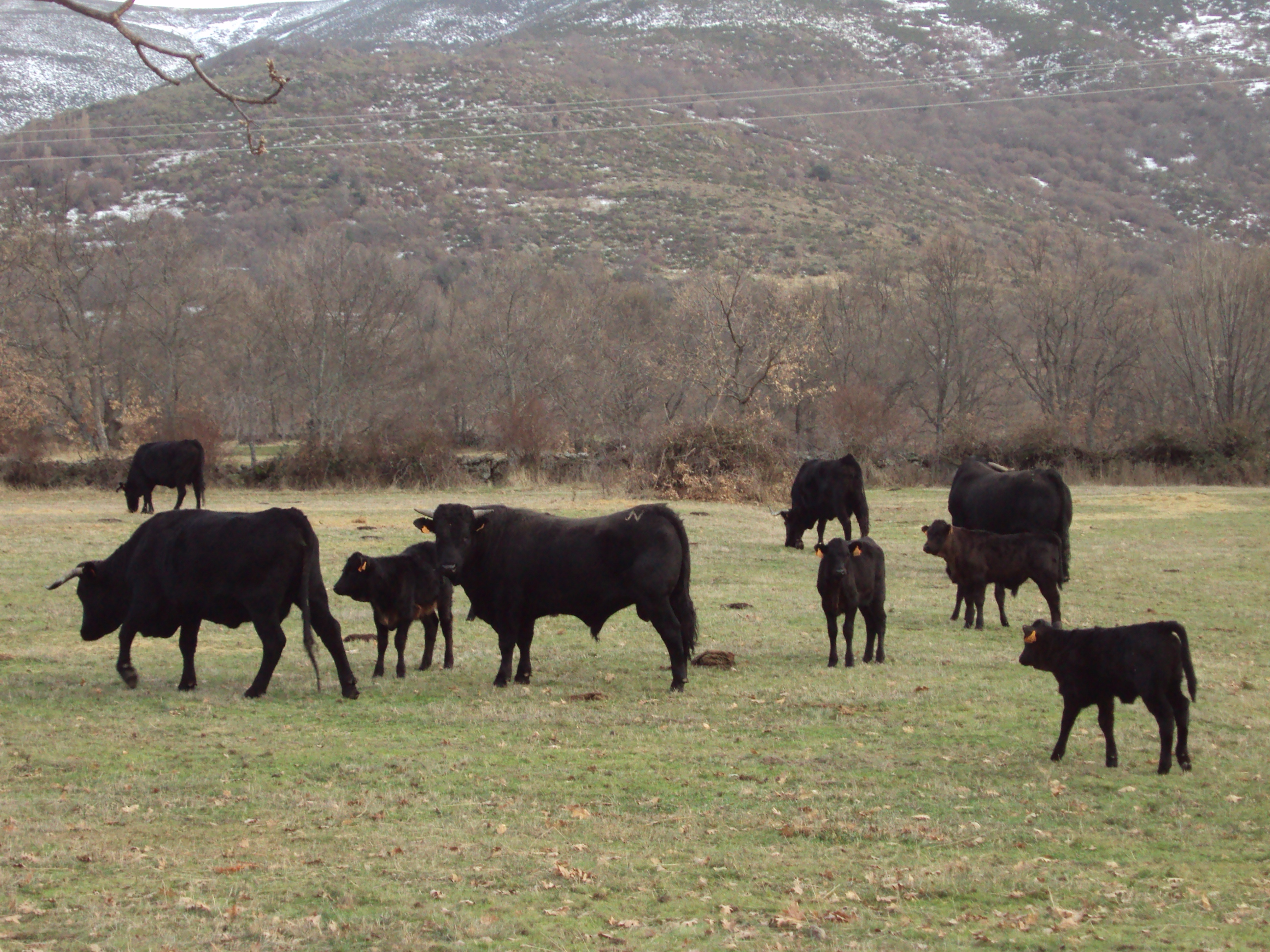
Troupeau de race avileña

- Albère (race bovine)
- Avilena
- Caldelà
- Cardena andaluza
- Morucha
- Negra andaluza
- Pajuna
- Sayaguesa

- Serrana
- Serrana de Terruel
- Terreña
- Toro de lidia
- Tudanca

### Colombie
- Blanca orejinegra
- Casanareña
- Chino santandereano
- Costeños con cuernos
- Frankeston
- Harton del valle
- Romosinuano
- Sanmaterinera
- Velasquez

### France
- Brava
- Massanaise

### Portugal
- Brava
- Maronesa
- Preta